# American Eskimo Dog

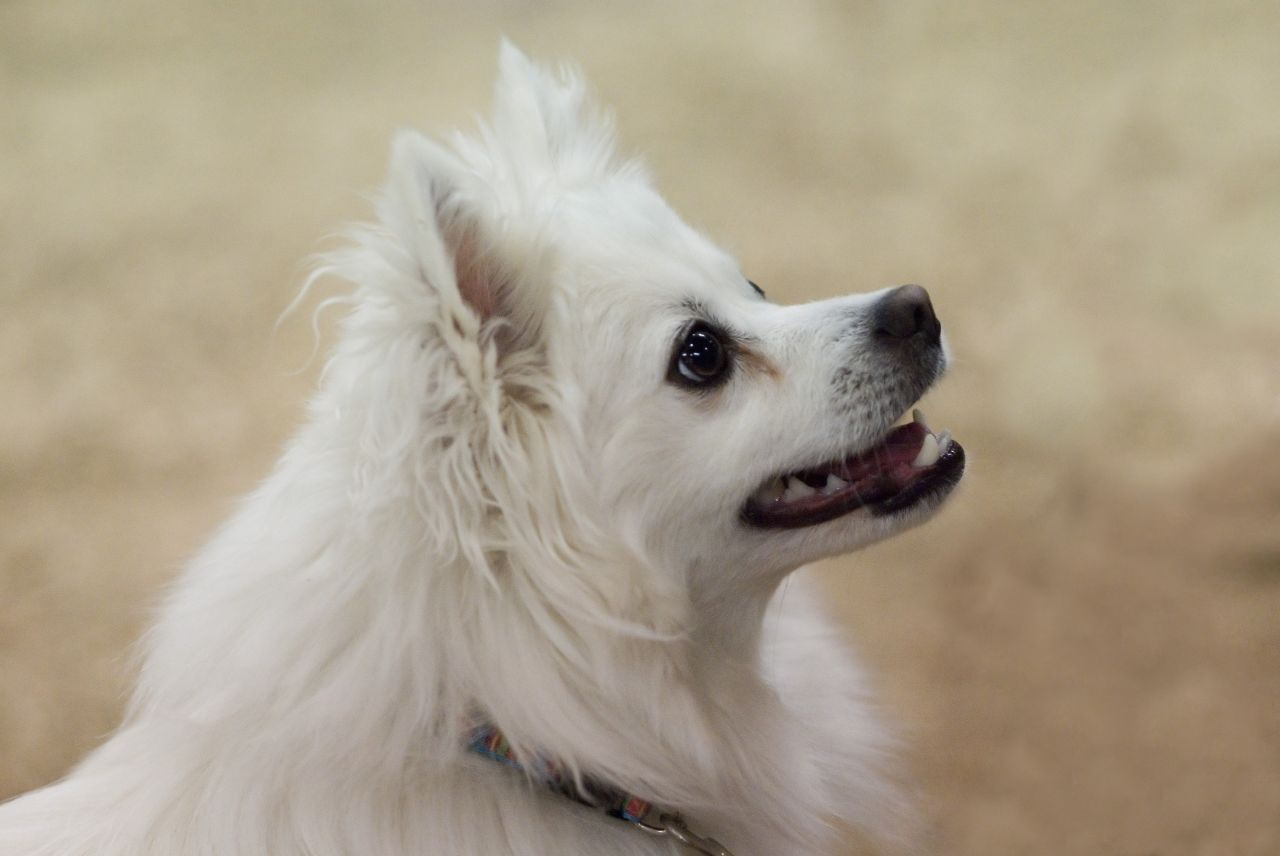
Ritratto di cane eschimese americano.

L'American Eskimo Dog è una razza di cane da compagnia statunitense, originaria della Germania. 
L'American Eskimo Dog è un membro della famiglia degli Spitz.

## Storia
I progenitori della razza erano Spitz tedeschi, ma a causa del sentimento anti-tedesco durante la prima guerra mondiale, fu ribattezzato "American Eskimo Dog".
Sebbene i moderni American Eskimo Dogs siano stati esportati come German Spitz Gross (o Mittel, a seconda dell'altezza del cane), le razze sono divergenti e gli standard sono significativamente diversi. Oltre a servire come cane da guardia e cane da compagnia, l'American Eskimo Dog ha anche raggiunto un alto grado di popolarità negli Stati Uniti negli anni '30 e '40 come cane circense.

## Tipi
Ci sono tre varietà di taglia della razza American Eskimo Dog, il giocattolo o Toy, il miniatura e lo standard.
Condividono una somiglianza comune con lo Spitz giapponese, lo Spitz danese, l'italiano Volpino, lo Spitz tedesco, lo Spitz indiano e il Samoiedo.
Gli American Eskimo Dogs sono disponibili in tre varietà di dimensioni:
- Giocattolo: 9–12 pollici e 5–10 libbre / 22–30 cm e 2,27–4,5 kg
- Miniatura: 12–15 pollici e 10–20 libbre / 30–40 cm e 4,5–9 kg
- Standard: 15–20 pollici e 15–40 libbre / 38–50 cm e 6,8–18 kg